# SS Belgic
SS Belgic – parowy statek pasażersko-handlowy linii White Star Line, wodowany w 1872 r. i złomowany po szesnastu latach pływania. W 1886 osiadł na mieliźnie.

## Następcy
- SS Belgic (1885)
- SS Belgic (1905)
- SS Belgic (1917)
- SS Belgic (1923)